# Jerzy Prochorow
Jerzy Prochorow (ur. 14 kwietnia 1938, zm. 26 października 2006) – polski fizyk, profesor zwyczajny nauk fizycznych.

## Życiorys
W 1967 r. doktoryzował się na podstawie pracy zatytułowanej Optyczne badania struktury kompleksów donorowo-akceptorowych, w 1974 r. habilitował się. W 1981 r. uzyskał tytuł profesora nadzwyczajnego, a w 1988 r. tytuł profesora zwyczajnego. Był pracownikiem naukowym w Instytucie Fizyki PAN.
Został sekretarzem Komitetu Fizyki PAN i członkiem Komitetu Narodowego do spraw Współpracy z Europejskim Towarzystwem Fizycznym (ETF) Polskiej Akademii Nauk.
Jest pochowany na cmentarzu komunalnym Północnym w Warszawie (kwatera: S-X-4 rząd: 5, grób: 37). 

## Odznaczenia i wyróżnienia
- Nagroda Wydziału III PAN[2]
- Nagroda Sekretarza Naukowego PAN[2]
- Krzyż Oficerski Orderu Odrodzenia Polski (2003)[4]
- Krzyż Kawalerski Orderu Odrodzenia Polski[2]
- Srebrny Krzyż Zasługi[2]
- Złota Odznaka ZNP[2]